# Ojerelie
Ojerelie (en russe : Ожерелье) est une ville de l'oblast de Moscou, en Russie, dans le raïon de Kachira. Sa population s'élevait à 10 311 habitants en 2014.

## Géographie
Ojerelie est située à 6 km au sud-est de Kachira et à 125 km au sud de Moscou.

## Histoire
La première mention du village d'Ojerelie remonte à 1578. Ojerelie accéda au statut de commune urbaine en 1937 et à celui de ville en 1958. C'est un important carrefour ferroviaire.

## Population
Recensements (*) ou estimations de la population
| 1926* | 1939* | 1959*  | 1970*  | 1979*  |
| ----- | ----- | ------ | ------ | ------ |
| 100   | 5 500 | 11 916 | 12 888 | 14 450 |

| 1989*  | 2002*  | 2010*  | 2013   | 2014   |
| ------ | ------ | ------ | ------ | ------ |
| 16 231 | 11 113 | 10 469 | 10 394 | 10 311 |

## Personnalités liées à la commune
- Sergueï Goriatchev (1970-2023) : militaire né à Ojerelie.